# ハヌ・マン
『ハヌ・マン』（Hanu-Man）は、2024年のインドのテルグ語スーパーヒーロー映画。プラシャーント・ヴァルマが監督・脚本を務め、主要キャストとしてテージャ・サッジャー、アムリタ・アイヤル、ヴァララクシュミ・サラトクマール、サムドラカニ、ヴィナイ・ラーイ、ヴェンネラ・キショール、ラージ・ディーパク・シェッティが出演している。物語は架空の村アンジャナドリを舞台に、ハヌマーンの力を手に入れた青年ハヌマントゥと、その力を奪おうとする男マイケルの対決を軸に展開する。
2024年1月12日に公開され、演出、脚本、キャストの演技、ハヌマーンの映像表現、音楽、VFX、プロダクションデザイン、アクションシーンなどが高く評価された。また、興行収入は35億ルピーを記録し、インド映画年間興行成績第5位、テルグ語映画年間興行成績第3位、テルグ語映画歴代興行成績第9位にランクインするなど商業的にも成功を収めている。

## ストーリー
1998年。サウラーシュトラに暮らす少年マイケルはスーパーヒーローに憧れていたが、自身をスーパーヒーローになぞらえて危険な行動をとったことで父親にスーパーヒーロー作品に触れることを禁止されてしまう。その後、マイケルは自宅に火を放って両親を殺してしまう。十数年後、成人したマイケルは友人のシリと共にムンバイに移り住み、シリが開発したヒーロースーツを使いスーパーヒーローとして活躍していたが、本物のスーパーヒーローになるため、さらなる力を追い求めていた。
神話時代のハヌマーンの活躍が描かれ、ハヌマーンが流した一粒の涙が南インドの海中に没し、ハヌマーンの力が宿った宝石が生まれたことが紹介される。物語は現代に移り、宝石が沈む海の近くには強権的な領主ガジャパティが支配するアンジャナドリ村があった。アンジャナドリ村で暮らすコソ泥の青年ハヌマントゥは、小学校の校長の孫娘ミーナクシに想いを寄せており、子供のころから彼女の身を守ってきた。そのミーナクシはガジャパティの強権支配に反感を抱き、村人たちに支配に抵抗するように呼び掛けていた。領主の地位を奪われることを危惧したガジャパティは、部下たちに盗賊に扮装してミーナクシを殺すように命じるが、事態を知ったハヌマントゥに阻止されてしまう。彼女を逃がすことに成功したハヌマントゥは重傷を負って海に転落するが、海中でハヌマーンの宝石を手に入れる。翌日、海辺で意識不明の状態で発見されたハヌマントゥは自宅に運び込まれ、姉アンジャンマや友人カシの看病を受けるが、宝石の力で傷が治癒し、意識を取り戻す。ミーナクシが命の恩人を探していることを知ったハヌマントゥは名乗り出るが信じてもらえず、宝石の力を使い事実を伝えようとするが、宝石の力が発動せず、彼女に呆れられてしまう。その後、カシの目の前で宝石の力を見せたハヌマントゥは、太陽の光を浴びた時にのみ宝石の力が発動することに気付く。同じころ、ミーナクシはガジャパティの強権支配を糾弾し、彼から一騎打ちを挑まれてしまう。彼女の代わりに一騎打ちを受けたハヌマントゥは宝石の力でガジャパティを打ち負かして領主の地位を手に入れるが、彼は領主の地位を放棄し、ミーナクシの念願だった村長選挙の実施を宣言する。
一方、ハヌマントゥの不思議な力を聞きつけたマイケルとシリは、企業の社会貢献活動を装いアンジャナドリ村を訪れ、ハヌマントゥの力を手に入れようと画策する。マイケルは事故を装いハヌマントゥの力の正体を探ろうとするが、ハヌマントゥはマイケルに知られないように宝石の力を使い、人々を事故から救い出すことに成功する。その後、ハヌマントゥはアンジャンマがコソ泥で生計を立てている自分の身を案じて婚期を逃していることを知り、コソ泥をやめて真っ当な仕事で生計を立てるようになり、彼女が結婚できるように努力するようになり、その結果アンジャンマは意中の男性と結婚式を挙げることになった。そんな中、ハヌマントゥはシリに連れ去られて力の正体を白状するように迫られる。彼は宝石の力を使って脱出に成功し、マイケルの部下たちに狙われていたミーナクシを救い出し、子供のころから彼女を守ってきたことを打ち明ける。ハヌマントゥとミーナクシは互いに想いを打ち明け、恋人同士となる。また、ハヌマントゥはミーナクシに手を出さないようにガジャパティに警告し、心を入れ替えて村人を思いやる村長になるように助言する。その後、ハヌマントゥはマイケルのキャンプに潜入し、彼の狙いを探ろうとするが、途中で宝石を紛失してしまう。同じころ、マイケルはアンジャナドリ村の村人たちを犠牲にして宝石を手に入れようと計画し、テントに火を放って計画に反対したシリを殺そうとする。一方、ハヌマントゥはマイケルの部下たちを倒して宝石を見つけ出すが、その正体は村に出没する賢者だった。賢者はハヌマントゥに宝石を渡し、「決して宝石を手放さないように」と忠告して立ち去っていく。
アンジャンマの結婚式当日、マイケルは「自分の宝石を盗まれた」と訴えてハヌマントゥに宝石を返還するように要求する。ハヌマントゥは偽物を渡してマイケルが嘘をついていることを村人たちの前で明らかにするが、マイケルの部下たちに襲われ、アンジャンマが重傷を負ってしまう。彼は宝石の力を使ってアンジャンマを病院に連れて行こうとするが太陽の光が届かず、病院に辿り着く前に彼女は死んでしまう。姉を救えなかったハヌマントゥは絶望して宝石を手放してしまう。同じころ、追い詰められたマイケルは村中に有毒な煙を散布し、事態を知ったミーナクシはハヌマントゥに助けを求めるが、喪失感に苛まれたハヌマントゥは応じようとしなかった。そこに賢者が現れ、自分の正体がヴィビーシャナであることを明かし、ハヌマントゥに宝石を再び手にしてマイケルを倒すように説得する。説得に応じたハヌマントゥは、炎に包まれたキャンプから助け出したシリと、改心したガジャパティの協力を得てマイケルの部下たちに戦いを挑み村人たちを救い出すが、マイケルは宝石を手に入れてヘリコプターで逃走しようとする。ハヌマントゥはヘリコプターを破壊してマイケルを殺し、宝石の力を体内に吸収する。その後、宝石の力の余波でヒマラヤ山脈で眠りについていたハヌマーンが目覚め、ハヌマントゥの前に姿を現す。二人の姿を見たヴィビーシャナは、アスラの台頭と新たなる戦いの始まりを予見する。

## キャスト
- ハヌマントゥ - テージャ・サッジャー[8]
  - 幼少期のハヌマントゥ - レーヴァント・レッディ
- ミーナクシ - アムリタ・アイヤル
  - 幼少期のミーナクシ - プラーンニャー・P・ラーオ
- マイケル - ヴィナイ・ラーイ（英語版）
  - 幼少期のマイケル - ヴィカース[9]
- アンジャンマ - ヴァララクシュミ・サラトクマール
- ヴィビーシャナ - サムドラカニ
- シリヴェンネラ博士（シリ） - ヴェンネラ・キショール
- ガジャパティ - ラージ・ディーパク・シェッティ（英語版）
- グンネシュワラ・ラオ - サティヤ（英語版）
- カシ - ゲタプ・シュリーヌ（英語版）
- ミーナクシの友人 - ローヒニ・ノーニ
- プリラジュ - ラケシュ・マスタル[10]
- 本人役 - スニーシト[11]
- 猿の声 - ラヴィ・テージャ（英語版）

## 製作

### 企画
プロデューサーのニランジャン・レッディは『Zombie Reddy』を鑑賞後、同作を手掛けたプラシャーント・ヴァルマに次回作の製作を持ちかけた。プラシャーント・ヴァルマは2021年5月29日に新作映画の製作を発表し、次回作はテルグ語映画で初となるスーパーヒーロー映画になることを明かした。彼は『デカン・クロニクル』の取材に対して「この映画はヒンドゥー教の神であるハヌマーンをイメージしています。映画のタイトルも、ヒンドゥー教の超能力やスーパーヒーローといえばハヌマーンを思い浮かべる多くの人々のために捧げるものなので、『ハヌ・マン』にしたんです」と語っている。製作費はプライムショー・エンターテインメントのニランジャン・レッディが提供しており、2億ルピーが投じられた。この金額について、プラシャーント・ヴァルマは2022年11月にハイデラバードで開催された予告編公開イベントで、当初予定していた金額の6倍であることを明かしている。

### プリプロダクション
『ハヌ・マン』のストーリーはプラシャーント・ヴァルマが考案し、妹のスネーハー・サミーラと共同で立ち上げた脚本家チームが全体的な構成を手掛けている。彼はグルクラの教育が脚本執筆に役立ったと語っており、さらにS・S・ラージャマウリから助言を得ながら製作を進めていたことも明かしている。
作曲家としてアヌディープ・デーヴ、ガウラハリ、クリシュナ・サウラブが参加しており、ガウラハリが映画音楽の作曲を担当している。編集技師には『Zombie Reddy』に引き続きサーイバーブ・タラーリが起用され、このほかに撮影監督にはダーシャラディ・シヴェーンドラ、プロダクションデザイナーにはナーゲーンドラ・タンガラ、アクション監督にはナンドゥとプルドヴィ、衣装デザイナーにはランカ・サントーシュがそれぞれ起用された。撮影に先立ち、撮影チームはテランガーナ州ヴァッティナグラパリにグリーンスクリーン撮影を行うための撮影スタジオを建設し、主演のテージャ・サッジャーはワークショップに参加して役作りのために肉体トレーニングを行っている。

### キャスティング
テージャ・サッジャーは主人公ハヌマントゥ役に起用され、役作りのために髪を伸ばし、髭を生やしている。また、撮影のためにスキューバダイビングも学んでいる。彼の外見は25パターンの候補を経て決定され、『Zombie Reddy』『Adbhutham』に続いてプラシャーント・ヴァルマ作品への出演となった。プラシャーント・ヴァルマはテージャ・サッジャーを起用したことについて、「私はキャスティングに際して、100パーセントの力を発揮し、この映画に全力で参加できる俳優を希望していました。主人公は決められた容姿を維持し、かつキャラクターに合致していなければいけなかったのです。まさに、テージャは条件にピッタリの俳優だと思ったのです。彼は愛すべき負け犬であり、映画を作るための充分な時間を提供してくれる素晴らしい俳優でした」と語っている。2021年12月にアムリタ・アイヤルがヒロイン役で出演することが発表され、プラシャーント・ヴァルマは彼女を起用した理由について、『30 Rojullo Preminchadam Ela』の挿入曲「Neeli Neeli Aakasam」での歌唱力に感銘を受けたことを明かしている。2022年3月4日にはヴァララクシュミ・サラトクマールが重要なキャラクターとして出演することが発表され、6月にはタミル俳優のヴィナイ・ラーイが悪役に起用されたことが発表された。プラシャーント・ヴァルマによると、ヴィナイ・ラーイはマイケル役のヒーロースーツを着るために2キログラム減量したという。
このほかにヴェンネラ・キショール、サティヤ、ラージ・ディーパク・シェッティ、ゲタプ・シュリーヌが出演している。ヴィビーシャナ役にはリシャブ・シェッティが検討されていたが、彼は『Kantara』の撮影スケジュールと重複していたため辞退し、サムドラカニが起用された。また、ラヴィ・テージャは声優として猿の声を演じることになった。物語の舞台山奥の小村アンジャナドリ村と名付けられた。

### 美術
プロダクションデザインはナーゲーンドラ・タンガラが手掛けた。美術チームはハイデラバード近郊のヴァッティナグラパリにアンジャナドリ村の撮影セットを作り、この建設には150日から200日間の日数を要した。彼は撮影セットの建設について、「プラシャーント監督からストーリーを聞かされた時、私たちはアンジャナドリ村のために新しい世界を作ろうと決意したのです。そのデザインについては、空想と現実の狭間にあるようなものと考えたのです。緑に囲まれ、高い丘と川があり、パンチャ・ブータのような美しい村としてです」と語っている。また、ルドラマニのデザインについても「私にとっての挑戦は、ハヌマーンの血の涙から作られるルドラマニをデザインすることでした。誰もが自然に存在を信じられるように、100個以上の様々な形状のマニをデザインしました。最終的に、ハヌマーンの血の涙は強力なシールドによって包まれるというアイディアを思い付いたのですが、これが非常に上手くいきました。このマニが完成したころには、映画の撮影は50パーセントほど終わっていました」と語っている。また、映画冒頭の銀行強盗のシーンを撮影するため、コールールに現地政府が建設したアパートを活用してムンバイの街並みを再現している。このほか、アンジャナドリ村にある巨大なハヌマーン像は、ティルマラにある7つの丘をイメージしてCG製作された。

### 撮影

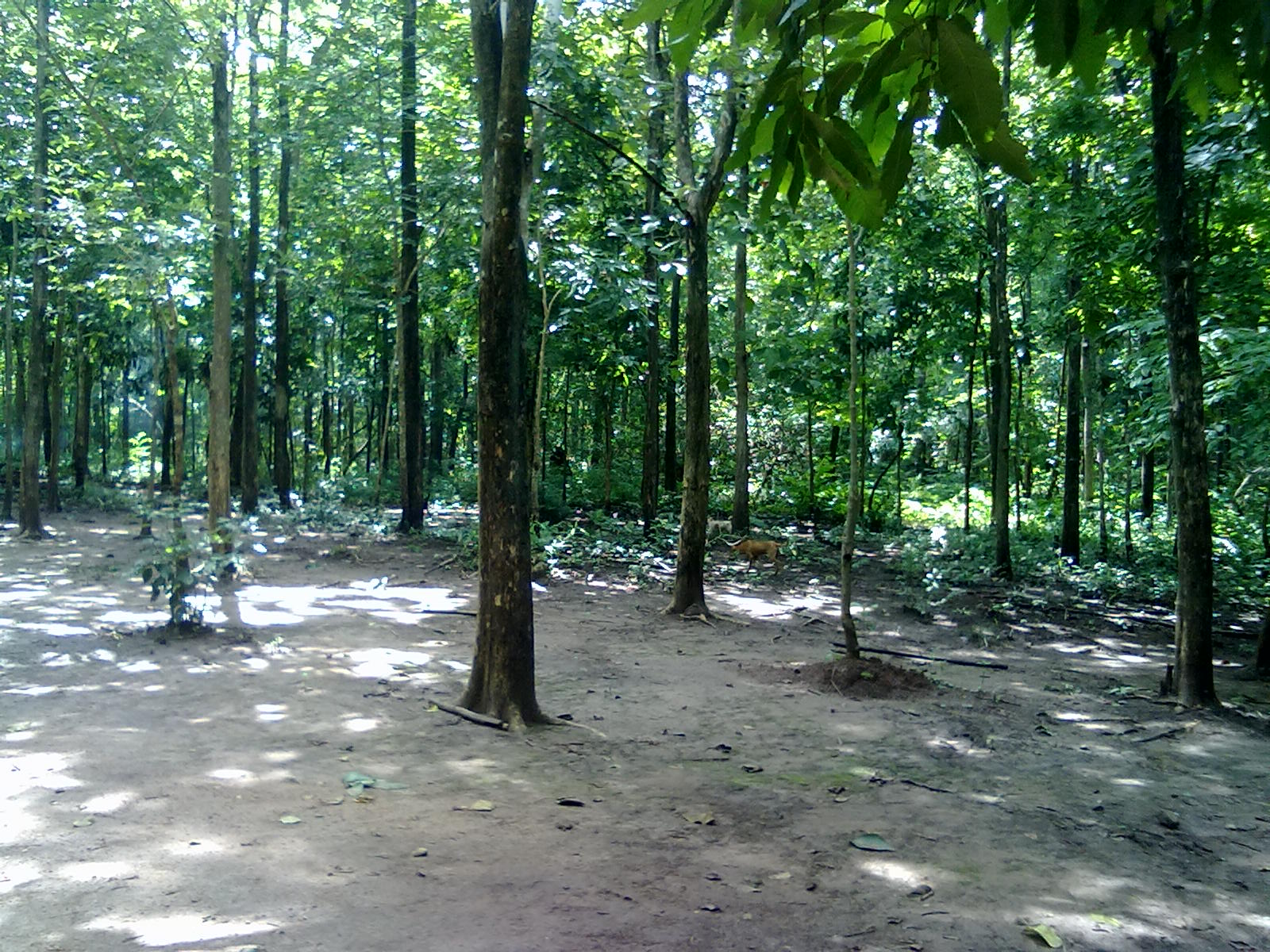
マリーダミリの森

2021年6月25日にハイデラバードでプージャとムフラト・ショットが行われ、主要撮影が始まった。8月までに全体の40パーセントの撮影が終了し、9月にはアーンドラ・プラデーシュ州のマリーダミリとパデルでアクションシーンと歌曲シーンの撮影が行われた。12月までに全体の60パーセントの撮影が終了している。
ヴァッティナグラパリに建設されたハヌマーン・スタジオではグリーンスクリーン撮影が行われ、終了後はマリーダミリとパデルに移動して撮影が行われた。2022年12月にはムンバイで水中シーンの撮影が行われ、テージャ・サッジャーは撮影のためにハイデラバードで15日間水中トレーニングを実施している。クライマックスシーンの撮影は40日間かけてラモジ・フィルムシティで行われ、このうち空中シーンの撮影は5日間かけて行われた。2023年4月17日までに撮影は終了し、撮影日数は130日間を記録している。

### ポストプロダクション
2022年4月から吹き替え作業が始まり、視覚効果作業はハイデラバードにあるハローヒューズ・スタジオが手掛けている。視覚効果作業は1年以上の歳月をかけて行われ、ウダイクリシュナ・パンダマネティを中心に進められた。当初、挿入曲の「Anjandri Theme Song」の絵コンテは2Dで描かれていたが、『バーフバリ 王の凱旋』の視覚効果の影響を受けて3D風の雰囲気を出す方針に変更され、エイトリ・スタジオが作業を担当した。このほか、ドゥルヴ、ECS、ヴィシケフィなどのアニメーション・スタジオやフリーランスの技術者が参加している。
ウダイクリシュナ・パンダマネティは友人のカメラマンたちを連れてパデルを1週間にわたり取材し、3000枚以上の写真と映像を記録して視覚効果作業に活用したという。また、プラシャーント・ヴァルマはカンナダ俳優のヤシュをハヌマーン役に起用することを検討していたが、ウダイクリシュナから「ハヌマーンは3Dキャラクターとして描きたい」と要望を受けて計画を変更したという。ハヌマーンのキャラクター製作には7か月間の歳月を要し、ウダイクリシュナは製作について「クライマックスシーンで流れる挿入曲に登場するハヌマーンの写実性こそ、この映画にとってのUSPだ」と語っている。ハヌマーンの最終的なショット数は1600となり、映画全体の視覚効果の30パーセントを占めている。このほか、プリヴィジュアライゼーション、マットペイント、3次元コンピュータグラフィックス、人工知能アートが用いられており、映画ポスターのデザインにはChatGPTとMidjourneyが使用されている。
特殊効果はラグーナートが手掛けており、カラーコレクションはシヴァ・クマールBVRが手掛けている。仕上げ作業はアンナプルナ・スタジオのANRサウンド&ヴィジョン所属のアシュワートが手掛け、2023年11月23日からドルビーアトモスを活用した音響作業が始まり、イーシュカラ・ラーダー・クリシュナが作業を担当している。12月にファイナル・カットが完成し、同月29日に中央映画認証委員会から「U/A」認証を受け、上映時間は158分に決定した。

### 音楽
作曲はアヌディープ・デーヴ、ガウラハリ、クリシュナ・サウラブが手掛け、オーディオ権はティプス・インダストリーズが取得している。サウンドトラックには7曲（「Hanuman Chalisa」「SuperHero HanuMan」「Avakaya Anjaneya」「Sri Ramadootha Stotram」「Anjanadri Theme Song」「Poolamme Pilla」「Raghunandana」）収録されており、クリシュナ・カーント、シンハーチャラム・マンネラ、ハヌマート・ラーマドータ・ストロータム、シヴァ・シャクティ・ダッタ、カサルラ・シャーム、トリプラネリ・カリヤーナチャクラヴァルティーがそれぞれ作詞を手掛けている。

## 作品のテーマ

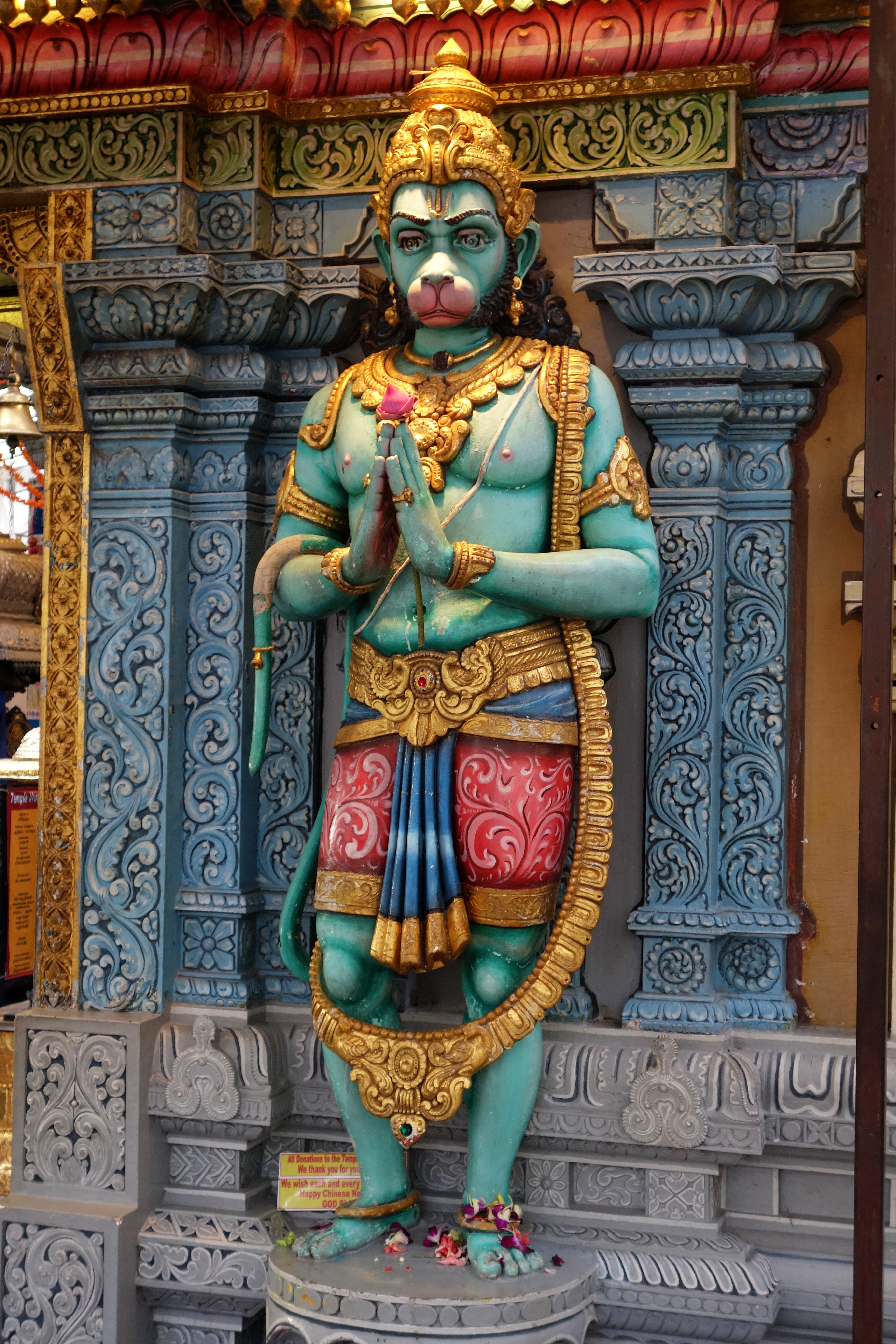
ハヌマーン

『ハヌ・マン』はSF・ファンタジー・神話の要素が盛り込まれており、物語はテージャ・サッジャー演じる泥棒ハヌマントゥを主人公として、神秘の能力を引き出すアイテムを手にいれたことをきっかけに村と世界を救う戦いに巻き込まれる形で展開する。プラシャーント・ヴァルマは学生時代に『イティハーサ・プラーナ』を学び登場人物たちに興味を抱き、映画を製作することを考えたという。しかし、『イティハーサ・プラーナ』を映画化するには監督としての実力・知名度が不足していると感じ、普通の青年がハヌマーンの能力を手に入れるスーパーヒーロー映画の製作を思い付き、そこから大きな物語を作るための足掛かりにしようと考えたという。彼は製作について「私はスーパーヒーロー映画を作りたいと、いつも思っていました。私はスーパーヒーローになりたかったんです!それが叶わなかったので、映画を作ろうと考えたんです。マーベル映画やDC映画のようなスーパーヒーロー映画ではなく、もっと土着の文化に根付いた物語にしたかったんです。そこで最初に思い浮かんだのは、ハヌマーンの物語でした。そこから『イティハーサ・プラーナ』をベースに様々なスーパーヒーローのアイディアを思い付き、そこから物語を発展させたのです」と語っている。
映画では『ラーマーヤナ』を始めとしたインド神話やヒンドゥー教の様々な伝承におけるハヌマーンの要素を盛り込んでいる。これについて『DNAインディア』は「高らかに"ジャイ・シュリー・ラーム"を謳いあげ、大衆的な人気のあるバジャンから歌詞を拝借しているが、『ハヌ・マン』は宗教映画とは言えない。この映画は神話や宗教的要素を科学的・スピリチュアル要素と見事に融合させたスーパーヒーロー映画だ」と指摘している。また、プラシャーント・ヴァルマも『ハヌ・マン』を神話映画とは捉えておらず、「新たな挑戦をもたらしてくれる映画」と認識している。物語はハヌマーンの生涯における重要な出来事とリンクした現代の世界を舞台としており、これについて彼は「この映画のアイディアはハヌマーンの小さな物語から生まれたもので、観客は子供のころからイメージしていたキャラクターの映像化に満足することでしょう。私たちはキャラクターのスケッチ作業だけで1年以上の歳月を要しました」と語っている。また、映画の公開後にプレス・トラスト・オブ・インディアの取材に応じたプラシャーント・ヴァルマは「私はこれまで神話や土着文化に根付いた物語に魅了されてきました。ハヌマーンについて調べているうちに、私たちの神話には、まだまだ知られていないキャラクターが多く存在することに気付いたのです。観客もまた、そのことに気付いてはいないのです。そこで、新しいキャラクターを作り、同時に彼らの偉大さを伝えることができたら面白いと考えたのです」とも語っている。さらに、脚本の執筆に際して、作詞家のシヴァ・シャクティ・ダッタに構想を語り、指導を仰いだことを明かしている。
『インディア・トゥデイ』のサナー・ファルジーンは「ハヌマントゥは超能力を手に入れ、恋人の心をも手に入れる術を身に付けた。しかし、『君を探してた』のジャードゥと同じく、ハヌマーンのマニが彼に力を与えられるのは、太陽が姿を見せている時だけである。舞台となる架空の村アンジャナドリは、『バーフバリシリーズ』のマヒシュマティ王国のベータ版といったところだ。そして、巨大なハヌマーン像が、この先に巻き起こる出来事の前奏曲として、この世界を彩っている」と批評している。また、プラシャーント・ヴァルマはアンジャナドリ村について「ゴッサム・シティがニューヨークをモデルにしているなら、ハヌマントゥの故郷アンジャナドリは、アーンドラ・プラデーシュ州にあるヤーナムのような島みたいな存在です」と語っており、さらに『クリッシュ 仮面のヒーロー』『ライトニング・ムラリ』からインスピレーションを得たことも明かしている。
映画にはスパイダーマン、スーパーマン、バットマンの要素が込められているほか、プラバース、マヘーシュ・バーブ、パワン・カリヤーン、アッル・アルジュン、ナンダムーリ・バーラクリシュナといったテルグ俳優や、『バーフバリ 伝説誕生』『Athadu』『Arya』『プシュパ 覚醒』などのテルグ語映画へのオマージュが込められている。

## マーケティング
2022年11月21日に予告編が公開され、ハイデラバードAMBシネマズで予告編公開イベントが開催された。同月28日には「Avakaya Anjaneya」のリリース・イベントが開催され、同月12日にシュリーニディ科学技術大学で開催されたSREEVISION'23では、出席したテージャ・サッジャーが『ハヌ・マン』のプロモーションを行っている。また、同月13日にはテルグ語映画で初となるNFTグッズが発売された。12月18日にオフィシャル・トレーラーが公開され、こちらもAMBシネマズで公開イベントが開催された。トレーラーは『SALAAR/サラール』上映時に初めて劇場で公開され、同月24日にはスター・スポーツで放送されたプロ・カバディ・リーグでテージャ・サッジャーがプロモーションを行っている。また、同月31日にYouTubeで配信された「SESH X HANUMAN」でプラシャーント・ヴァルマとテージャ・サッジャーがアディヴィ・セッシュと対談している。
2024年1月4日から9日にかけてプロモーション・ツアー「スーパーヒーロー・ツアー」が6都市で開催された。ツアー初日はコーチのクラウン・プラザ、2日目はチェンナイのグリーンパーク・ホテル、3日目はベンガルールのシェルトン・グランド・ホテルで記者会見が行われ、4日目はハイデラバードでプレリリース・イベントが開催された。このプレリリース・イベントではスマー・カナカーラが司会を務め、チランジーヴィが主賓として招待された。5日目にはムンバイのPVRシティモールでAAフィルムズ主催のイベントが開催され、ラーナー・ダッグバーティが主賓として招待された。また、6日目にはニューデリーのハヌマーン寺院でプロモーション活動が行われた。

## 公開

### 劇場上映
2024年1月12日にテルグ語版が公開され、続けてタミル語・マラヤーラム語・カンナダ語・ヒンディー語吹替版も公開された。また、プラシャーント・ヴァルマは日本と韓国の配給会社から配給を打診されたことを明かしている。同月下旬には追加シーンを収録した3D版の公開が夏季に予定されていることが発表された。8月3日には第28回ファンタジア国際映画祭でも上映された。

### 配給
ニザーム地域（テランガーナ州）の配給はマイトリ・ムーヴィー・メイカースが手掛けており、アーンドラ・プラデーシュ州ではテージャ・ピクチャーズ（グントゥール）、アビ・シネマズ（ネルール）、サーイ・チャンドラ・フィルムズ（チーデッド）、プライムショー・フィルムズ（ウッタラ・アーンドラ）、シュリー・ヴェンカタ・パドマーワティ・フィルムズ（東ゴーダーヴァリ県）、ディーラージ・モーギリネリ・エンターテインメント（西ゴーダーヴァリ県、クリシュナ県）が配給を手掛けている。テルグ語圏以外の地域ではサクティ・フィルム・ファクトリー（タミル・ナードゥ州）、シュリー・ゴークラム・ムーヴィース（ケララ州）、KRGスタジオ（カルナータカ州）、AAフィルムズ（北インド）、プライムショー・エンターテインメント（北米）、ニルヴァーナ・シネマズ（北米）が配給を手掛けた。

### ホームメディア
2022年2月にZEE5がデジタル権、ジー・ネットワークが衛星放送権を取得し、これらの契約料の合計は3億5000万ルピーと報じられた。3月16日にZEE5で初放送され、ジオシネマとカラーズ・シネプレックスでヒンディー語版が放送された。また、4月5日にはDisney+ Hotstarでタミル語・マラヤーラム語・カンナダ語吹替版が放送された。

## 評価

### 興行収入
『ハヌ・マン』はマカル・サンクラーンティの時期に公開されたテルグ語映画として歴代最高記録を更新したほか、いくつかの興行記録も更新している。最終的な興行収入は推定35億ルピーであり、インド映画年間興行成績第5位、テルグ語映画年間興行成績第3位、テルグ語映画歴代興行成績第9位にランクインしている。
インドでは公開初日に1億5000万ルピーを記録し、ヒンディー語版は公開2日間で6200万ルピーの興行収入を記録した。公開3日間の興行収入は7億5000万ルピーを記録し、このうち国内興行収入は4億6500万ルピーとなっている。また、ヒンディー語版は公開3日間で1億2260万ルピーの興行収入を記録し、公開4日目には全言語版の累計興行収入が10億ルピーを越えた。公開7日目には累計興行収入が15億ルピーを越え、このうちヒンディー語版の累計興行収入は公開9日間で1億4000万ルピーを記録している。公開10日目には累計興行収入が20億ルピーを記録し、このうち国内興行収入は13億2050万ルピーとなっている。公開12日目には累計興行収入が20億320万ルピーを記録し、ニザーム地域（テランガーナ州）では公開2週間で配給収入が3億ルピーを記録している。また、累計興行収入は27億ルピーを越え、このうちヒンディー語版は公開18日間で累計興行収入4億5000万ルピーを記録している。

### 批評
『ハヌ・マン』は演出、脚本、キャストの演技、ハヌマーンの映像表現、音楽、VFX、プロダクションデザイン、アクションシーンなどが高く評価されており、Rotten Tomatoesでは8件の批評が寄せられ支持率88パーセント、平均評価5.5/10となっている。
『ザ・タイムズ・オブ・インディア』のポール・ニコデマスは3.5/5の星を与えて「手堅いストーリーテリングと印象的な映像、そして力強い演技によって、『ハヌ・マン』は神話的な要素と現代的なアクションを融合させることに成功し、インド映画らしい映画体験を提供してくれた」と批評し、『デカン・クロニクル』のバーヴァナ・シャルマーも3.5/5の星を与えて「『ハヌ・マン』はドラマ、感情、神話が巧みに織り込まれた見事なタペストリーであり、実に手堅いエンターテインメントとなっている」と批評している。また、『インディア・トゥデイ』のサナー・ファルジーンは3.5/5の星を与えて「音楽は非常に心地よいもので、VFXチームも中々の仕事振りを見せている。また、コメディシーンでは劇場を爆笑の渦に巻き込み、老若男女問わず笑いのツボを刺激してくるだろう」と批評し、『DNAインディア』のアビマニュ・マトゥールも3.5/5の星を与えて「『ハヌ・マン』は神話的要素にスーパーヒーローの要素を融合させ、さらにプラシャーント・ヴァルマによって視覚的に見事な作品に仕上げられている」と批評している。
『ピンクヴィッラ』のリシル・ジョグニは3.5/5の星を与えて「『ハヌ・マン』は、監督のプラシャーント・ヴァルマが確固たる信念をもって自らの野心を大スクリーンに送り出した2024年最初のサプライズ・パッケージであり、ドラマとアクション、そして信仰心を適度に混ぜ込んだエンターテインメント作品である。この映画の幻想的な作品を創造するというヴィジョン以外の部分で注目するべき点は、スーパーヒーローの物語に対するシリアスでないアプローチについてである」と批評している。また、NTVのバルガヴ・チャガンティは3.5/5の星を与えて「『ハヌ・マン』は鳥肌ものの映画だ。何の問題もなく、家族全員で楽しめる祭典だ」と批評し、『バンガロール・ミラー』のY・マヘーシュワーラー・レッディも3.5/5の星を与えて「プラシャーント・ヴァルマは、強欲な人々による貧者からの搾取、そして未開の村落とそこで暮らす人々の生活様式という社会的要素に神話的要素を融合させることに成功した。そして映画のCG映像は、大衆や家族連れ、特に子供たちにとって視覚的な楽しさを提供してくれている」と批評している。
『テランガーナ・トゥデイ』のサーキは「『ハヌ・マン』は近年のテルグ語映画の中でも、特に技術的に優れた作品である。音楽、映像、VFX、それ以外のすべての製作要素が、すべてのエピソードの中で輝きを放っている」と批評し、『ザ・ヒンドゥー』のサンギータ・デーヴィ・ドゥンドゥーは「プラシャーント・ヴァルマとテージャ・サッジャーのスーパーヒーロー映画は、お馴染みの善と悪の超能力対決というテンプレートを献身的なタッチで描き、さらに娯楽性というマサラ要素をトッピングしている」と批評している。また、『フィルム・コンパニオン』のラーム・ヴェンカタ・シュリーカルは「『ハヌ・マン』は素晴らしいスタートを切り、おそらくはサンクラーンティ最大のサプライズになるだろう」と批評している。

### 受賞・ノミネート
| 映画賞                            | 授賞日        | 部門             | 対象                                                                                             | 結果 | 出典    |
| --------------------------------- | ------------- | ---------------- | ------------------------------------------------------------------------------------------------ | ---- | ------- |
| 第1回テランガーナ・ガッダル映画賞 | 2025年6月14日 | 第2位作品賞      | 『ハヌ・マン』                                                                                   | 受賞 | [ 158 ] |
| 第71回国家映画賞                  | 2025年8月1日  | AVGC映画賞       | プライムショー・エンターテインメント プラシャーント・ヴァルマ ジェッティ・ヴェンカット・クマール | 受賞 | [ 159 ] |
| 第71回国家映画賞                  | 2025年8月1日  | アクション監督賞 | ナンドゥ プルドヴィ                                                                              | 受賞 | [ 159 ] |

## 続編
映画のエンドクレジットで続編『Jai HanuMan』の製作が発表され、続編ではハヌマントゥよりもハヌマーンが重要な役割を果たすことが示唆された。また、第3作『Adhira』の製作も計画されている。プラシャーント・ヴァルマはアヨーディヤーのラーム寺院落成式の際に続編のプリプロダクションが開始されたことを明かし、ラーム・チャランがラーマ役のオーディションを受けたことが報じられた。また、ハヌマーン役にはリシャブ・シェッティが決定した。